# Le Sourd
Le Sourd è un comune francese di 168 abitanti situato nel dipartimento dell'Aisne della regione dell'Alta Francia.

## Storia

### Prima guerra mondiale
Il 28 agosto 1914, meno di un mese dopo la dichiarazione di guerra, il villaggio fu occupato dalle truppe tedesche a seguito della disfatta dell'esercito francese nella prima battaglia di Guisa. Durante tutta la guerra, il villaggio rimase lontano dal fronte che si stabilizzò a circa 150 km a ovest nei dintorni di Péronne. Gli abitanti vissero sotto il giogo dei tedeschi: requisizioni di alloggi, di materiale, di cibo e lavori forzati. Non fu che il 29 ottobre 1918 che i Tedeschi furono cacciati dal villaggio dalle truppe francesi.
Sul monumento ai caduti sono scritti i nomi dei 33 soldati del villaggio morti per la Francia nel corso della Guerra 14-18.

## Società

### Evoluzione demografica
Abitanti censiti